# حسین‌خان باغبان

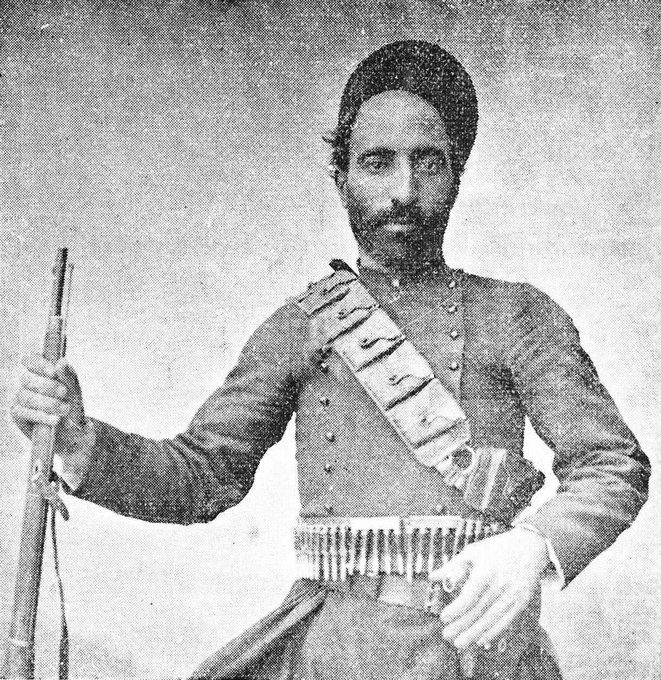
حسین‌خان باغبان

حسین خان باغبان، از فرماندهان مجاهدان مشروطه در محاصره تبریز در دوران استبداد صغیر بود. 

## زندگی
حسین باغبان در سردرود در نزدیکی تبریز به دنیا آمد و در همانجا کشاورزی می‌کرد. او سپس به تبریز آمد و در محله لیل‌آباد ساکن شد. او در منزل یکی از تاجران هواخواه مشروطه به نام حاج میرزا آقا فرشی به باغبانی مشغول شد. او در جوانی به گروه لوطیان پیوست و در محاصره تبریز، سردسته مجاهدان مشروطه در محله لیل‌آباد شد. باغبان، به عنوان یکی از فرماندهان اصلی مشروطه‌خواهان در دوران استبداد صغیر شناخته می‌شود که ستارخان، ماموریت محافظت از انجمن ایالتی و بازار تبریز، یعنی دو مرکز حیاتی سیاسی و اقتصادی شهر را به او سپرده بود.
احمد کسروی، در دوران نوجوانی خود، زمانی که مجاهدان مشروطه از کوی هکماوار عبور می‌کردند، او را در راس دسته‌ای پیاده دیده بود. او در کتاب تاریخ مشروطه ایران گزارش کرده‌است که حسین باغبان همیشه تنها ۹ فشنگ در کمربند خود حمل می‌کرد و زمانی که از او علت را جویا شدند، گفته بود: «مگر من بیش از ۹ تن خواهم کشت؟!»

## درگذشت
در مهر ۱۲۸۸، در حالی که برخی از محله‌های تبریز در اختیار مشروطه‌خواهان و برخی در اختیار نیروهای دولتی محمدعلی شاه بود، ستارخان تصمیم گرفت طی یک سلسله عملیات، کل شهر تبریز را تصرف کند. نیروهای مجاهد در روز ۱۸ مهر محله‌های ششگلان و باغمیشه را تصرف کردند و به برای تصرف محله دوچی عزیمت کردند. حسین باغبان در جریان این درگیری‌ها در میدان نبرد کشته شد.

## یادبود
در خانه مشروطه تبریز، مجسمه‌ای از او در معرض نمایش عموم قرار گرفته‌است.